# Elcho Castle

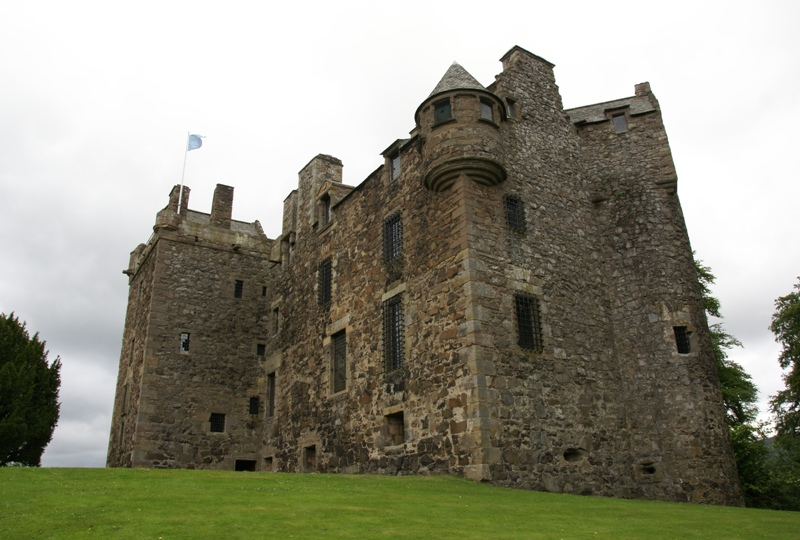
Elcho Castle gezien vanuit het oosten.

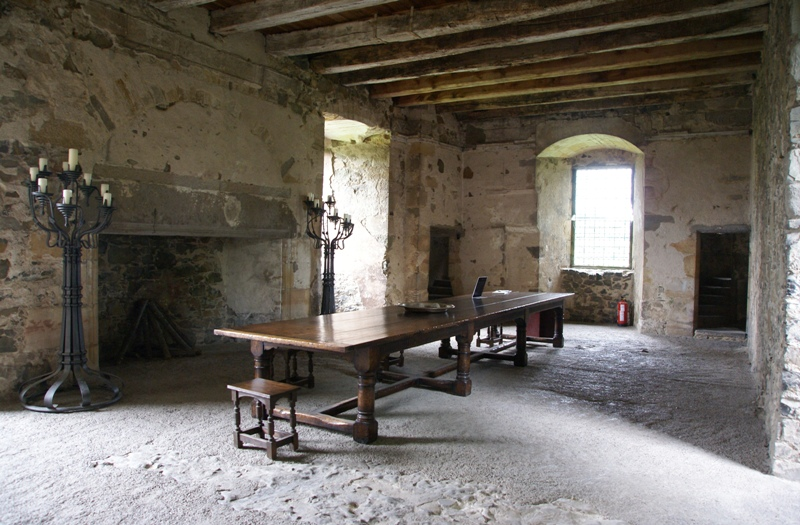
Op de eerste verdieping bevindt zich de grote hal met een grote haard.

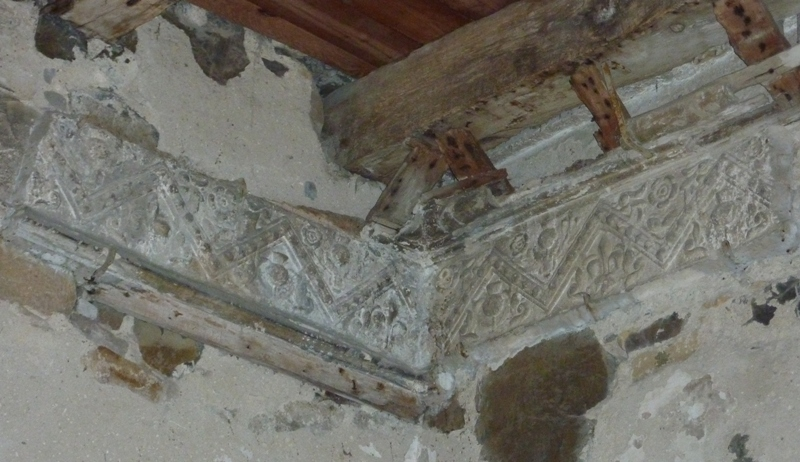
Het zeventiende-eeuwse pleisterwerk in de great hall.

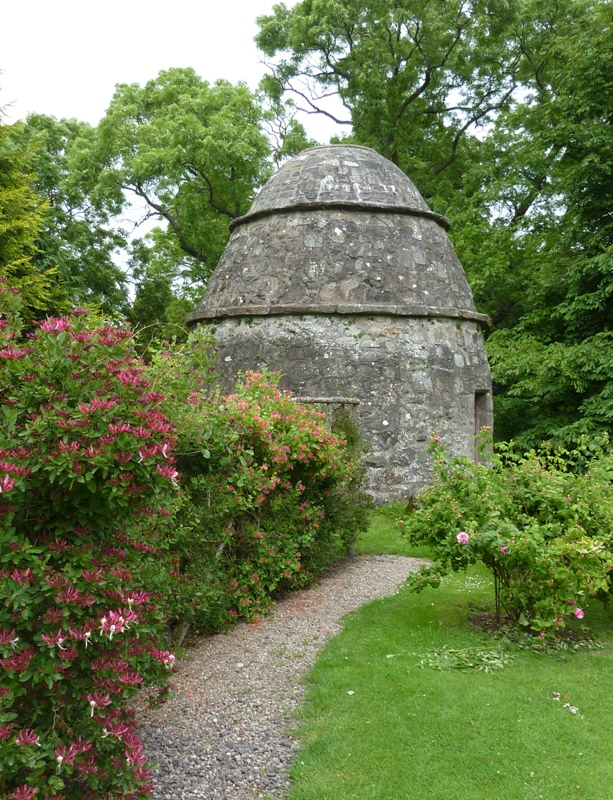
De duiventil ten zuiden van het kasteel.

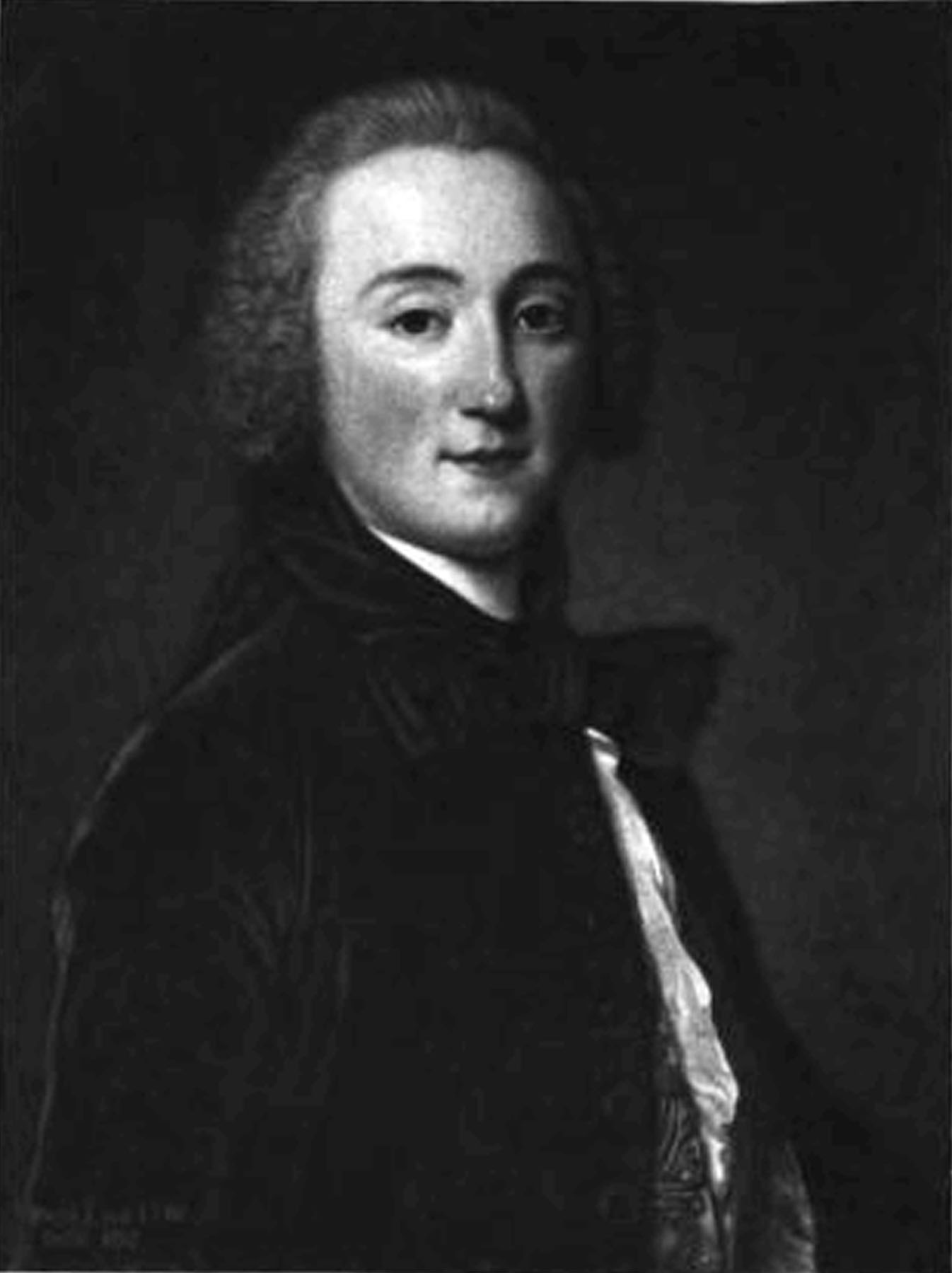
David, Lord Elcho (1741).

Elcho Castle is een zestiende-eeuws kasteel gelegen in Elcho, ruim zes kilometer ten zuidoosten van Perth in de Schotse regio Perth and Kinross.

## Geschiedenis

### Zestiende eeuw
Het huidige Elcho Castle werd vermoedelijk rond 1560, maar mogelijk iets eerder, gebouwd door de familie Wemyss of that Ilk. Onder de voorouders van de bouwer was David Wemyss, die een van de edelen was die de Declaration of Arbroath tekenden. In diens tijd moet er ook al een kasteel hebben gestaan op de plaats van het huidige Elcho Castle, aangezien in december 1429 David Wemyss of that Ilk en Hugh Fraser of Lovat in Elthok een verbond sloten. In 1448 bevestigde Jacobus II van Schotland dat de landerijen van Easter Elcho het bezit waren van Sir Davids zoon. In 1513 stierf een afstammeling, die eveneens David Wemyss genaamd was, in de Slag bij Flodden Field, waarbij ook Jacobus IV van Schotland omkwam. In deze periode waren de landerijen van Wester Elcho in het bezit van Elcho Priory, een convent van cisterciënzer nonnen, dat gesticht was in de vroege dertiende eeuw. In 1550 verkeerde de priorij onder leiding van priores Euphemia Leslie in financiële problemen. John Wemyss, die in 1544 Lord was geworden, leende de nonnen geld en schonk hun proviand. In 1552 kreeg hij de functie van baljuw. Ten tijde van de reformatie in 1560 had hij vrijwel alle landerijen van Elcho Priory in zijn bezit. De priores stierf in 1570 en de priorij sloot niet lang daarna.
De bouw van Elcho Castle was wellicht al eerder gestart dan 1560. De vermoedelijke bouwer is John Wemyss of zijn vader Sir David. Sir John stierf in Elcho in 1571 zonder een testament na te laten. Zijn oudste zoon, David, volgde hem op. David was gehuwd met Cecilia, dochter van William, tweede Lord Ruthven, en zij hadden samen zes zonen en vijf dochters. De vijfde zoon stichtte de familietak Wemyss van Fingask in Fife. Dit is wellicht de zoon waarnaar wordt verwezen met de annulet die boven het zuidelijke slaapkamerraam is aangebracht. Zo'n annulet of ring verwijst naar een vijfde zoon.
In 1582 nam John Wemyss deel aan de Raid of Ruthven waarin Jacobus VI van Schotland werd afgezet. Later kreeg hij een pardon.
In 1589 hielp David Wemyss bij de organisatie van het huwelijk van Jacobus VI met Anna van Denemarken.

### Zeventiende eeuw
In 1628 werd John Wemyss verheven tot Lord Wemyss van Elcho. In 1633 werd Sir John door Karel I van Engeland verheven tot graaf van Wemyss. Het jaar erop sloot Sir John zich aan bij de Convenanters die tegen het beleid van de koning waren om de functie van bisschop opnieuw in te voeren in de Church of Scotland. Zijn zoon voerde de Convenanters aan bij de Slag van Tippermuir tegen de markies van Montrose. Sir John overleed in 1649; in hetzelfde jaar werd Karel I onthoofd. Zijn zoon David volgde hem op als tweede graaf. Sir David kreeg toestemming van de kroon om zijn jongste dochter Margaret aan te wijzen als zijn opvolgster, oftewel als gravin van Wemyss. Zij huwde met James Wemyss van Caskyberry en na zijn dood huwde zij in 1700 de graaf van Cromartie. Na het huwelijk van haar zoon David in 1697 gaf zij hem de Wemyss-landgoederen en trok zij zich terug in Elcho Castle.

### Achttiende eeuw
In de vroege achttiende eeuw was Elcho Castle niet meer in gebruik als familieresidentie.
David Wemyss, 1721-1787, zesde graaf van Wemyss, Lord Elcho, oudste zoon van James Wemyss, vijfde graaf, diende tijdens de Jacobitische opstand in 1745 Bonnie Prince Charlie, eerst als adjudant en later als kolonel van de Prince's Horse Guards. Nadat de Jacobieten verslagen waren in de Slag bij Culloden in 1746 vluchtte hij naar Frankrijk, Italië en later naar Cottendart in Zwitserland. Hij raakte al zijn Schotse titels en rechten kwijt. In het Pruisische vorstendom Neuchâtel werd hij, David Wemyss, baron van Cottendart.
In 1749 verkocht James, de vijfde graaf, Elcho Castle aan zijn tweede zoon, Francis Charteris, zevende graaf, voor 8000 pond.
Na de dood van zijn vader James in 1756 nam David de titel van zesde graaf van Wemyss aan, hoewel die nooit officieel werd; hij stond bekend als Lord Elcho.
Tijdens de grote hongersnood (de great famine) in 1773 werd Elcho Castle gebruikt door een lokale boer om graan op te slaan. De boer wilde het graan verschepen naar Frankrijk en Engeland waar flinke winsten behaald konden worden. Een mensenmassa kwam uit Perth om het graan op te eisen. Soldaten moesten verhinderen dat het kasteel in brand werd gestoken. Het graan werd de dag erna op de markt in Perth verkocht.
Toen David in 1787 stierf, volgde zijn broer Francis hem op als de zevende graaf. Francis had de naam en wapens van zijn grootvader aan moederszijde geadopteerd: Charteris van Amisfield in East Lothian. In 1784 verkreeg hij het Gosford Estate bij Longniddry.

### Vanaf de negentiende eeuw
Francis Wemyss Charteris Douglas, achtste graaf van Wemyss en vierde graaf van March, voorzag Elcho Castle in 1830 van een nieuw dak en liet nieuwe ramen plaatsen. Aan de oostzijde van de binnenplaats werd een huis gebouwd.
In 1929 gaf Hugo Richard Charteris, elfde graaf van Wemyss en zevende graaf van March, het kasteel in staatsbeheer.

## Bouw
Elcho Castle is een woontoren met een Z-vormige plattegrond met een extra toren op de noordwestelijke hoek. De woontoren wordt gevormd door een rechthoekig blok dat oost-west is georiënteerd. De toegangstoren bevindt zich aan de zuidwestelijke hoek. In deze toren bevindt zich een wenteltrap met treden tot twee meter breed.
Op de onderste verdieping bevinden zich de opslagruimtes en een grote keuken. Het kasteel telt zeventien schietgaten. Op de eerste verdieping bevindt zich de grote hal met een grote haard. Enkele stukken pleisterwerk uit de vroege zeventiende eeuw zijn overgebleven. Hierop zijn de Schotse distel, de Engelse roos en de Franse fleur-de-lys te herkennen. Op deze verdieping waren ook de privévertrekken van de heer van het kasteel. De overige verdiepingen en de torens aan de noordzijde waren ingericht met allerlei comfortabele (slaap)kamers.
De zuidwestelijke toren zou ouder kunnen zijn dan de rest van het kasteel. Wellicht maakte deze toren deel uit van een vroegere versterking.
Aan de zuidwestelijke zijde van de binnenplaats bevinden zich de resten van een hoektoren en een deel van de originele ommuring van de binnenplaats.
Achter het kasteel aan de noordzijde bevindt zich een steengroeve.
Ten zuiden van het kasteel bevindt zich een duiventil (56° 22' 23" N 3° 21' 23" W).

## Beheer
Elcho Castle wordt beheerd door Historic Environment Scotland. De duiventil is privé-eigendom.